# Fontana di Sant'Agostino
(podestà Marcantonio Memo-Archivio storico di Bergamo)
La grande fontana di Sant'Agostino prende il nome dal convento di sant'Agostino e si trova in asse alla porta omonima. 

## Storia
Nel 1485 a Bergamo si denunciava una scarsità di acqua: 
(Donato Calvi)
Il 4 marzo del medesimo anno il consiglio cittadino decise quali sarebbero state le località cittadine ottimali per la realizzazione di nuove grandi fontane. La costruzione della fontana di Sant'Agostino fu ordinata dai rettori veneziani Francesco Longo e Marc'Aurelio Memo prendendo l'acqua dalla fonte della Pioda. Fu progettata probabilmente da Paolo Berlendis, che aveva eseguito anche quello della porta, inizianto nel maggio 1575.
(Donato Calvi)
I nomi dei due committenti furono incisi sui medaglioni di marmo posti ai lati in alto della monumentale fontana. La realizzazione costò 250 ducati a carico del Governo veneto e in parte dalla città.
Le lodi alla fontana furono decantate anche da Achille Muzio nel poema Theatrum nel 1596.

## Descrizione
La fontana a schema tripartito, voleva essere speculare alla porta frontale che era uno dei quattro punti di accesso alla parte alta della città di Bergamo volendo rendere importante l'ingresso da chi proveniva da Venezia ma in minori dimensioni.

La fontana in pietra di Sarnico presenta delle nicchie ed elementi di marmo bianco proveniente da Zandobbio.
Nei primi anni del XXI secolo la fontana presentava parti gravemente deteriorate. Grazie all'impegno economico della Fondazione Credito Bergamasco negli anni dal 2011 al 2013, la fontana fu sottoposta a un'intensa opera di restauro.